# Cinco de Mayo, Tecpatán
Cinco de Mayo är en ort i Mexiko.   Den ligger i kommunen Tecpatán och delstaten Chiapas, i den sydöstra delen av landet, 600 km öster om huvudstaden Mexico City. Cinco de Mayo ligger 246 meter över havet och antalet invånare är 364. Den ligger vid sjön Presa Nezahualcoyotl.
Terrängen runt Cinco de Mayo är kuperad åt sydväst, men åt nordost är den platt. Terrängen runt Cinco de Mayo sluttar norrut. Runt Cinco de Mayo är det ganska glesbefolkat, med 40 invånare per kvadratkilometer. Närmaste större samhälle är Raudales Malpaso, 13,6 km nordost om Cinco de Mayo. I omgivningarna runt Cinco de Mayo växer huvudsakligen savannskog.